# Escola pós-modernista (criminologia)
A escola pós-modernista de criminologia aplica o pós-modernismo ao estudo do crime e dos criminosos. Baseia-se na compreensão da “criminalidade” como um produto do uso do poder para limitar o comportamento daqueles indivíduos excluídos do poder, mas que tentam superar a desigualdade social e se comportam de maneiras que a estrutura de poder proíbe. Centra-se na identidade do sujeito humano, no multiculturalismo, no feminismo e nas relações humanas para lidar com os conceitos de "diferença" e "alteridade" sem essencialismo ou reducionismo, mas as suas contribuições nem sempre são apreciadas. Os pós-modernistas desviam a atenção das preocupações marxistas de opressão econômica e social para a produção linguística, argumentando que o direito penal é uma linguagem para criar relações de dominação. Por exemplo, a linguagem dos tribunais (juridiquês) expressa e institucionaliza a dominação do indivíduo, seja o acusador ou acusado, criminoso ou vítima, pelas instituições sociais. De acordo com a criminologia pós-moderna, o discurso do direito penal é dominante, exclusivo e rejeitador, menos diverso e culturalmente não pluralista, exarcebando regras estreitamente definidas para a exclusão de outras.

## Questões de definição
Um crime pode ser definido com base no fato de o comportamento representar um perigo para a sociedade e ser designado como tal no código penal. A atividade humana amplia o seu alcance à medida que a sociedade se desenvolve, e qualquer uma destas atividades, com ou sem razão, podem vir a  ser consideradas como prejudiciais para as pessoas e é, portanto, deve ser banida da  sociedade, quer através da condenação moral informal, quer pelo Estado, através das sanções (prisão/multa/restrições de direitos). Existem explicações sobre a criminalidade:
- Não há nada inerentemente “criminoso” em qualquer ato; crime e criminalidade são termos relativos, construções sociais que reflectem políticas sociais diacrônicas, por exemplo, um homicídio pode ser Assassinato, outro um homicídio justificável.[4]
- Hess e Scheerer (1997) sugerem que a criminalidade não é tanto um fenômeno ontológico, mas uma construção mental de caráter histórico e multiforme.[5]
- A sociedade “constrói” os seus elementos com base em realidades ontológicas. Assim, na realidade, certos tipos de atividade humana são prejudiciais ou perigosas, e são assim compreendidas e julgadas por outros, pela sociedade como um todo. Mas também é verdade que outras formas de comportamento criminoso não prejudicam os outros e, portanto, são criminalizadas sem fundamentos ontológicos suficientes (crimes de perigo abstrato[6])
- A criminalidade é quase inteiramente construída pelas instituições controladoras que estabelecem normas e atribuem significados determinados a determinados atos; a criminalidade é, portanto, uma construção social e linguística.[7]

A dificuldade em definir o conceito básico de criminalidade aplica-se igualmente a questões relativas as causas da criminalidade; mesmo em sistemas físicos e biológicos é difícil, embora não impossível, isolar a ligação causa-efeito do seu contexto de inter-relações (causalidade). É mais difícil para os sistemas sociais. Argumenta-se que a teoria do caos poderia fornecer um modelo mais apropriado para o paradigma das "ciências sociais". Assim, para o pós-modernismo, o factor “criminogênico” chave seria a mudança na sociedade de relações hierárquicas para relações baseadas na diferenciação com os meta-códigos de identidade como determinantes para a inclusão/exclusão social.

## Preocupações teóricas
O pós-modernismo está associado ao declínio da credibilidade da esquerda, especificamente ao fracasso do socialismo de Estado em oferecer uma alternativa atraente e, mais tarde, até mesmo viável, ao capitalismo ocidental. Tanto o marxismo como o socialismo derivaram a sua base filosófica do Iluminismo. O pós-modernismo é uma crítica ao Iluminismo e ao positivismo científico que defende que o mundo pode ser compreendido e que tanto a “verdade” como a “justiça ” podem ser descobertas através da aplicação do princípio linear universal da razão (como Milovanovic, que descreve a mudança do princípio hegeliano ao pensamento nietzschiano e lacaniano). A ideia de que a aplicação de princípios científicos à vida social irá revelar as leis da sociedade, tornando a vida humana previsível e a engenharia social prática e possível, é descartada. Os pós-modernistas argumentam que esta reivindicação da universalidade da razão era etnocêntrica, na medida em que privilegiava uma visão ocidental do mundo, ao mesmo tempo que desconsiderava outras visões  e as reivindicações da verdade faziam parte de uma relação de dominação, uma reivindicação de poder. Dada a história do colonialismo e da globalização, tanto no mundo físico como no mundo intelectual, esta crítica afirma a justa indignação e a superioridade moral. No pós-modernismo, “verdade” e “falsidade” são puramente relativas; cada cultura tem seu próprio padrão para julgar a verdade que não é inerentemente superior a nenhum outro. A análise pós-modernista é interpretativa, pois um método para se descobrir como o mundo parece realmente, "questionando assim se é real na verdade ou no fato, ou se existe alguma maneira de fazer tais julgamentos". Nenhuma afirmação de verdade, e certamente não o cientificismo iluminista, assentaria em qualquer fundamento mais seguro do que qualquer outro. Nenhuma reivindicação de conhecimento é privilegiada.
A principal fraqueza do relativismo é o fato de não oferecer qualquer base de avaliação. Henry e Milovanovic defendem que todas as reivindicações devem ser consideradas válidas, todas as práticas sociais meras variações culturais, nem inerentemente inferiores nem superiores a quaisquer outras. Isto pode ser potencialmente progressista porque desafia os pressupostos absolutistas da superioridade, por exemplo, da economia e do capitalismo ocidentais. Mas não põe em causa o status quo. Pelo contrário, como Kiely (1995: 155) argumenta, os apelos à tolerância e ao pluralismo "no seu pior (...) simplesmente ignoram, ou até se tornam uma defesa de todos os tipos de práticas opressivas" que violam qualquer sentido de direitos humanos e sociais.

### O sujeito humano
O ser humano é o resultado de uma série de construções ideológicas que são obras em processo transitórios e multifacetados. O discurso tem o poder de criar uma reivindicação de verdade convincente sobre a realidade de qualquer sujeito que seja historicamente condicionado, particularmente quando retrata a ação humana. Os sujeitos estão continuamente a recriar-se e, simultaneamente, a recriar o contexto social que molda a sua identidade e o seu potencial de ação, bem como a identidade e o potencial de ação dos outros. Os agentes humanos são todos "investidores" na construção da sua versão da realidade. A práxis é definida como uma atividade social intencional nascida da consciência que os agentes humanos têm do seu mundo e mediada pelos grupos sociais a que pertencem". Assume formas dualistas, como a negação/afirmação. As hierarquias são frequentemente reconstituídas através da negação; estão sujeitas à desconstrução através da afirmação.

### Estrutura
O ser humano é um "criador de papéis", algué que atribu significados, um ser que pode ocupar situações e agir de forma diferencial em relação aos outros para afirmar ou negar as suas representações. Enquanto as primeiras concepções de estrutura postulavam uma "realidade" subjacente que podia ser compreendida empiricamente, o pós-modernismo considera que os contextos estruturais são constituídos pelo discurso para produzir representações cultural e historicamente específicas que estão cheias de uma realidade semelhante a um objeto e atingem uma estabilidade relativa. Neste processo, outras representações são silenciadas ou negadas e a ação humana que constituiu a "realidade" contingente e transitória pode ser ocultada. Em qualquer momento, porém, certas representações ganham ascendência e são reforçadas pela ação social que é empreendida em relação a elas. Os atores sociais "investem" nestas representações; organizam acções para defender representações específicas, dando-lhes a aparência de estabilidade e produzindo as dinâmicas de subordinação e opressão. A mudança social cria discursos concorrentes e, durante algum tempo, realidades alternativas. Quando a mudança começa, os estados iniciais são sempre incertos e, através da iteração ao longo do tempo, produzem resultados. Inevitavelmente, à medida que a mudança vai ocorrendo, existem fissuras e deslizes que constituem a base para uma intervenção estratégica. A ação é então organizada para defender ou negar a representação. No final, tanto as estruturas como os sujeitos possuem uma "autonomia relativa", embora sejam co-dependentes.

### Crime e nocividade
O crime e a identificação do dano são categorias constituídas pelo discurso, mas são, no entanto, "reais" nas suas consequências. Podem existir "danos de redução" que ocorrem quando um indivíduo  experimenta a perda de algum benefício (qualidade), e danos de repressão, que ocorrem quando se experimenta uma restrição que impede a realização de um fim desejado. O crime é o resultado de "investimento" de um agente na constituição de uma diferença que, através do exercício de um poder "violador" sobre os outros, nega a sua plena humanidade e, assim, torna-os impotentes para constituírem as suas próprias diferenças. Longe de estar confinado ao "direito", nesta visão mais abrangente, o exercício do poder está na causa de todos os tipos de danos e, por conseguinte, do crime. O direito limita-se a legitimar as relações sociais de poder existentes. O crime é, pois, uma "universalidade" contingente: As vítimas são numerosas, mas são constituídas de forma acidental, relativamente a relações de poder historicamente especificáveis. O próprio poder é produzido e mantido através da ideologia, através de práticas discursivas. Embora todos os seres humanos invistam nas suas respectivas construções da realidade, alguns tornam-se "investidores excessivos", confundindo as diferenças socialmente construídas com avaliações diferenciadas de valor, reforçando uma hierarquia social ao mesmo tempo que suprimem a coprodução dos outros, tornando-os silenciosos.